# Đèn điện tử chân không

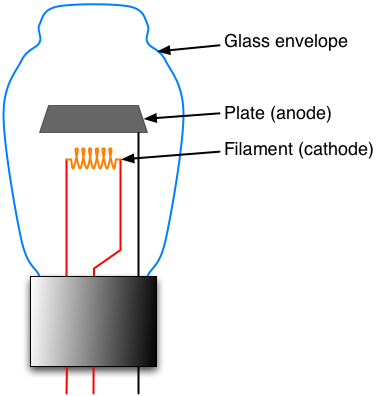
Đèn điện tử chân không hai cực

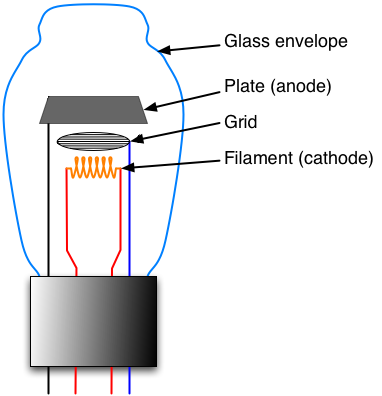
Đèn điện tử chân không ba cực

Trước đây, đèn điện tử chân không (vacuum tube, còn được gọi tắt là tube hay valve) còn thường được gọi là đèn điện tử hoặc bóng điện tử là loại linh kiện điện tử  sử dụng sự phát xạ điện tử do nung nóng điện cực đặt trong môi trường chân không cao, để thực hiện điều khiển dòng điện tích trong các khuếch đại.
Ngày nay, nhờ ứng dụng tính chất của chất bán dẫn, phần lớn các đèn này được thay thế bằng các linh kiện điện tử khác nhỏ và rẻ hơn nhiều. Đầu thế kỉ 21, đèn điện tử chân không lại được sử dụng và quan tâm trở lại, vào thời điểm này có sự hình thành của vi ống phát ra trường.
Vì đèn điện tử có kích thước lớn và khi hoạt động toả ra nhiều nhiệt, nên tuyệt đại bộ phận thiết bị điện tử đã không còn dùng đèn này nữa, mà dùng các linh kiện bán dẫn để thay thế như transistor, IC... Tuy nhiên trong lĩnh vực chế tạo ampli trong các ứng dụng về âm thanh, người ta vẫn rất chuộng ampli đèn, lý do là vì ampli đèn có khả năng tạo ra âm thanh trung thực bởi các tính chất đặc trưng của nó.

## Nguyên lý hoạt động
Đèn điện tử là một loại thiết bị dựa vào sự khống chế luồng điện tử phát xạ để thực hiện những yêu cầu kỹ thuật phức tạp.
Khi hoạt động, các đèn điện tử cần đốt nóng các sợi đốt (một sợi ở đèn hai cực, ba cực đơn hoặc nhiều sợi ở các đèn điện tử kép), khi nhiệt độ các sợi đốt đạt đến một mức độ nào đó, động năng của chúng thắng sự liên kết của kim loại và sẵn sàng nhảy ra khỏi bề mặt kim loại của sợi đốt.
Để điều khiển các đèn điện tử chân không, giữa các cực cần có một điện trường, chính các điện trường này đã tạo ra dòng điện trong chân không: điện tử di chuyển đến anode.
- Nếu là đèn điện tử hai cực: Dòng điện tử đơn thuần di chuyển từ cathode đến anode với cường độ phụ thuộc vào điện trường tạo ra (cùng các thông số khác của đèn ảnh hưởng đến)
- Nếu là đèn điện tử ba cực, dòng điện này phụ thuộc vào cực điều khiển (như hình), điện trường cực điều khiển sẽ quyết định đến cường độ dòng điện đi đến anode.

Do điện tử có khối lượng rất nhỏ, chuyển động hầu như không có quán tính nên sự không chế luồng điện tử này có thể tạo nên những luồng điện tức thời. Điện tử lại có diện tích rất nhỏ cho nên khống chế luồng điện tử về mặt số lượng có thể tạo được những dòng điện rất nhỏ cho những dụng cụ cần độ nhạy cao, những biến thiên rất nhỏ cũng được cảm nhận, có thể tập trung để tạo được dòng điện rất lớn cho những dụng cụ cần có công suất mạnh. Đây chính là ưu điểm của đèn điện tử chân không so với các transistor điện tử bán dẫn khiến cho chúng còn được sử dụng trong các bộ ampli công suất để khuếch đại tín hiệu tương tự. (Ở transitor có thể không "mở" khi mức độ tín hiệu (tương tự) thấp hơn một giá trị nhất định nào đó, dẫn đến sự khuếch đại bị thất thoát, làm ảnh hưởng đến âm thanh được khuếch đại)
Như vậy về mặt tần số, có những dụng cụ điện tử làm việc tới 1012 Hz, về mặt công suất có những đèn phát tới vài trăm KW.
Năng lượng điện là loại năng lượng dễ chuyển hóa thành các dạng năng lượng khác nên dụng cụ điện tử rất tiện dụng cho những quá trình vật lý phức tạp như những biến đổi quang – điện, nhiệt – điện, bức xạ...

## Ứng dụng
Với những ưu điểm đó, dụng cụ điện tử có thể thực hiện được nhiều chức năng kỹ thuật từ đơn giản đến phức tạp như:
- Đèn điện tử hai cực (tương đương diode): nắn điện, tách sóng.
- Đèn điện tử chân không ba cực (tương tự các transistor bán dẫn): khuếch đại, tạo sóng, biến tần, hiện sóng, chỉ thị báo hiệu, truyền hình, đo lường, tự động...

## Phân loại
Đèn điện tử có rất nhiều loại, nhiều công dụng khác nhau nên có rất nhiều cách phân loại:
- Về mặt công dụng có thể chia làm đèn khuếch đại, đèn nắn điện, đèn tách sóng, đền đổi tần, đèn phát, đèn tạo sóng, đèn chỉ thị...
- Về mặt chế độ công tác có thể chia làm đèn làm việc theo chế độ liên tục, đèn làm việc theo chế độ xung.
- Về mặt tần số có thể chia làm đèn âm tần, đèn cao tần, đèn siêu cao tần.
- Về mặt kết cấu nội bộ đèn có thể chia làm đèn 2 cực, đèn 3 cực, 4 cực, năm cực, nhiều cực, đèn ghép, đèn kép, đèn nung trực tiếp, đèn nung gián tiếp và đèn cathode lạnh.
- Về mặt kết cấu ngoại hình có thể làm làm đèn vỏ thủy tinh, đèn vỏ kim loại, gốm.
- Về mặt làm nguội có thể chia làm đèn làm nguội tự nhiên, làm nguội bằng gió, làm nguội bằng nước chảy đối lưu, làm nguội bằng cách bay hơi.
- Về cách bố trí các chân đèn để sử dụng đế đèn có thể chia làm loại 8 chân (octal), 9 chân tăm (noval), Rimlock, chân chìa...

Người ta còn chia làm loại đèn chân không và đèn có khí, trong đó có đèn gazotron, thyratron, đèn ổn áp (Stabilitron).
Về nguyên lý công tác, đèn điện tử còn có các loại magnetron, klystron, đèn sóng chạy dùng cho lĩnh vực siêu cao tần.
Về hiệu ứng sử dụng còn có các loại đèn tia âm cực dùng cho máy hiện sóng (oscilloscope), máy thu hình áp dụng tính năng điện – quang để xem sóng, xem hình có các loại đèn quang điện (tế bào quang điện) đèn nhãn quang điện để thể hiện sự biến đổi ánh sáng thành sự biến đổi của dòng điện dùng cho âm thanh chiếu bóng hoặc trong thiết bị kiểm tra tự động.
Phân loại theo nhóm sử dụng:
- Diode chỉnh lưu: đã lỗi thời.
- Đèn khuếch đại: Triode, Tetrode, Pentode, Hexode, Pentagrid, Octode,... đã lỗi thời.
- Đèn Microwave: đèn làm việc ở vùng vi sóng
  - Klystron: đèn khuếch đại vi sóng công suất cực lớn, dùng ở trạm phát/chuyển tiếp sóng trong phát thanh hoặc thông tin liên lạc, kể cả liên lạc với vệ tinh.
  - Magnetron: đèn phát vi sóng, dùng trong lò vi sóng.
  - Đèn Traveling-wave
- Đèn Phototube, Photodiode – tương đương photodiode bán dẫn, hiện dùng trong phát hiện ánh sáng cực yếu, cỡ vài photon.
- Đèn nhân quang điện (Photomultiplier tube)
- Đèn phát tia X: dùng trong máy chiếu X-quang trong y tế, trong phân tích hóa,...